# Niccolò Boldrini
Niccolò Boldrini (Vicenza, h. 1500-10 - Venecia, h. 1570) fue un grabador del Renacimiento italiano. Es recordado principalmente por varios grabados según diseños de Tiziano, entre los que destaca una caricatura de la escultura Laocoonte y sus hijos, donde Tiziano cómicamente sustituyó las figuras humanas por monos. Boldrini trabajó en la técnica de la xilografía.

## Vida y obra
Poco se sabe de su biografía; ni tan siquiera sus fechas de nacimiento y muerte son seguras. Casi todas las fuentes creen que nació en la primera década del siglo XVI, pero la página web del Art Institute de Chicago adelanta su nacimiento a 1492.
Boldrini grabó un retrato copiado de Durero, El barón de Schwarzenburg, pero su fama actual se debe a siete obras según diseños de Tiziano, que el maestro veneciano pudo dibujar expresamente para ser grabados. Estas xilografías tizianescas entrañan doble interés, porque no subsisten los dibujos originales del pintor. Entre ellas destacan: Venus y Cupido (1566; su única plancha firmada), Campesina ordeñando una vaca (o La lechera), Sansón y Dalila (h. 1540-48), que mide casi medio metro de longitud, y Santa Catalina y san Sebastián con otros cuatro santos. Este último grabado tiene la peculiaridad de que la cabeza de san Sebastián fue grabada aparte y encajada, seguramente para reparar un deterioro de la matriz original.
Mención aparte merece una caricatura que Tiziano hizo de la escultura antigua Laocoonte y sus hijos: sustituyó a los musculosos personajes por monos. Dicho grupo escultórico (ahora en los Museos Vaticanos) era idolatrado por los artistas manieristas, quienes, inspirados en él, diseñaban ampulosos desnudos. Posiblemente Tiziano quiso mofarse de la fama desmedida de esta escultura y fue Boldrini quien la grabó así.
Los grabados de Boldrini se guardan en los más famosos museos, como el Museo Británico de Londres, Metropolitan Museum de Nueva York, Art Institute de Chicago, la Albertina de Viena y el Hermitage de San Petersburgo. En 2012 el Getty Center de Los Ángeles adquirió un ejemplar de la caricatura del Laocoonte. 
Se desconoce la fecha exacta del fallecimiento de Boldrini. En 1566 seguía trabajando ya que su único grabado firmado tiene esta fecha, y algunas fuentes datan su muerte hacia 1570.
Salvo Venus y Cupido, ninguno de sus grabados según Tiziano están firmados, lo que ha suscitado debate entre los expertos; algunos llegan a decir que solamente es suyo el firmado, y que los demás han de atribuirse a otros entalladores como Giovanni Britto.

## Galería de obras

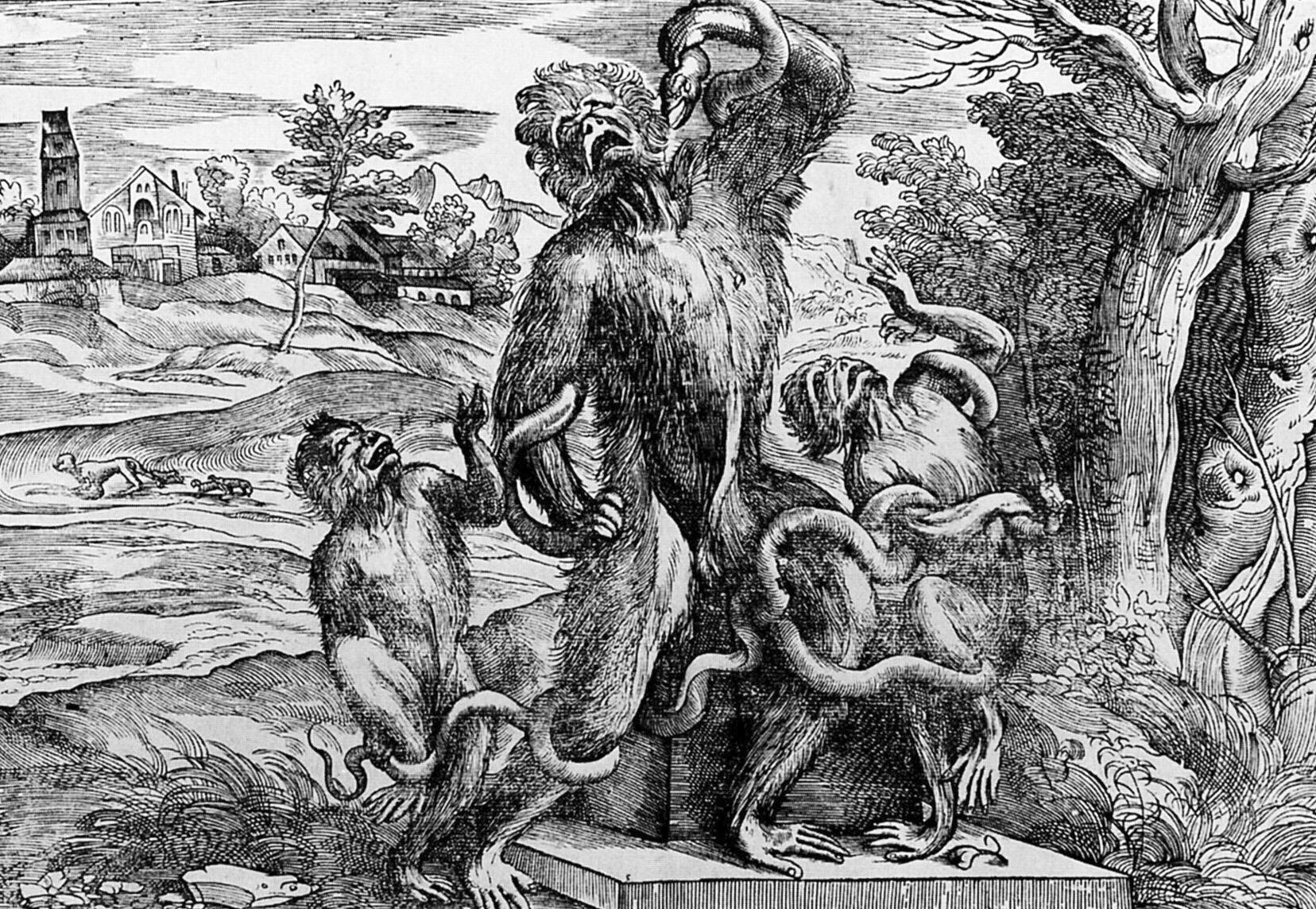
Caricatura de la escultura Laocoonte y sus hijos (Tres monos imitando el Laocoonte). Ejemplar perteneciente a la Albertina de Viena.
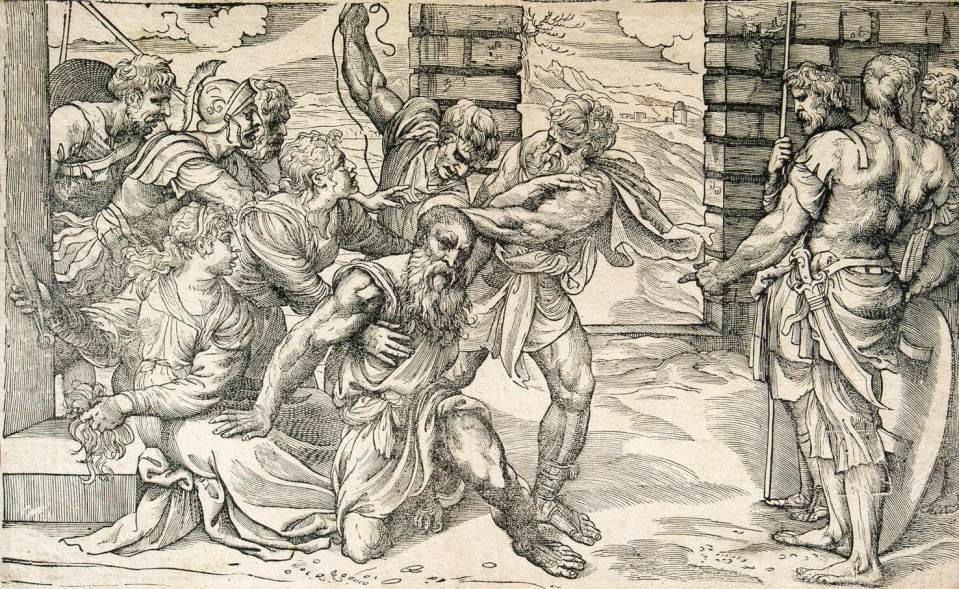
Sansón y Dalila. Ejemplar del Hermitage de San Petersburgo.